# Жестокий век
«Жестокий век» — исторический роман советского писателя Исая Калашникова, рассказывающий о Чингисхане. Был впервые опубликован в 1978 году. Высоко оценён критиками, считается наиболее значительным произведением автора.

## Сюжет
Действие романа начинается в Монголии в середине XII века. Его главный герой — знатный тайджиут Тэмуджин, который рано теряет отца и сталкивается с многочисленными невзгодами, но побеждает всех врагов и обретает власть под именем Чингисхана. Параллельно развиваются сюжетные линии меркита Чиледу (первого мужа Оэлун, матери Тэмуджина), тайджиута Тайчу-Кури, родившегося в один с Тэмуджином день, китайца Хо, друга детства главного героя. В заключительных частях важную роль играет Захарий — русич, попавший в рабство и ставший воином монгольской армии.
Первая книга, «Гонимые», начинается с истории отца Тэмуджина Есугея — аристократа, командовавшего тайджиутами в войнах с соседними племенами и отравленного татарами. После его смерти вдова и дети-подростки оказываются брошены на произвол судьбы. Старший родич Таргутай-Кирилтух даже делает Тэмуджина невольником, но тот сбегает, заключает союз с побратимом Джамухой и ханом кэрэитов Тогорилом и начинает объединять под своей властью разные степные племена. Джамуха вскоре становится врагом Тэмуджина и пытается использовать против него кэрэитов, меркитов, найманов. В серии кровавых и запутанных конфликтов главный герой остаётся победителем. Во второй книге, «Гонители», он казнит Джамуху и непокорных родичей и становится правителем всей Монголии под именем Чингисхана. Степняки громят империю Цзинь и государство хорезмшахов, их передовой отряд достигает причерноморских степей и Руси. В конце жизни Чингисхан начинает сожалеть о том, что слишком мало времени уделял простым радостям, сосредоточившись на войнах. Он пытается раскрыть секрет бессмертия, но терпит неудачу и умирает во время войны с тангутами.

## Создание
Исай Калашников задумал роман о Чингисхане в 1960-х годах. На тот момент он был автором ряда рассказов и романов, посвящённых главным образом эпохе революции и гражданской войны и утверждению советского строя, которые не привлекли к себе особого внимания. «Жестокий век» стал единственным историческим романом в творчестве Калашникова. При этом выбор темы был, по словам исследовательницы А. Васильевой, «диссидентством»: герой романа объединяет под своей властью всю Монголию, и в этом можно было увидеть отсылку к идеологии панмонголизма, признанной в Советском Союзе преступной.
Существуют пять вариантов текста романа. Первый датирован 1973 годом, четыре остальных — 1973—1974 годами. Работая над «Жестоким веком», Калашников ездил в Монголию, изучал средневековые тексты и работы учёных. Сохранились составленные писателем родословные персонажей, портретные характеристики отдельных героев. В письме поэту Алексею Балакаеву Калашников говорит о своём романе: «Недостатки в нем, конечно же, есть. Слишком огромен был материал и велика задача. Но я писал эту вещь честно, стараясь не лукавить ни в большом, ни в малом. Девять лет работы были годами радости познания. Случались, конечно, и часы отчаяния от чувства бессилия. Но у кого их не бывает! И не они в нашей работе главное… Но стоит только начать, а там уже сам материал поведёт за собой. Важно только не спешить…».

## Публикация и оценки
Сразу после окончания работы над романом «Жестокий век» был запрещён цензурой. Главный редактор журнала «Байкал» Африкан Бальбуров получил положительную рецензию у историков Алексея Окладникова и Виталия Ларичева и благодаря этому смог опубликовать фрагменты книги (1974). Полный текст был впервые издан в 1978 году.
По словам А. Васильевой, «Жестокий век» «не укладывался в прокрустово ложе произведений социалистического реализма, в его заданную жёсткую схему ни по форме, ни по содержанию». На тот момент для исторической романистики Чингисхан был в первую очередь героем крайне идеологизированной книги Василия Яна, главной темой которой стала борьба народов Средней Азии против монгольского нашествия. Авторы первых отзывов на роман Калашникова сравнивали его с романом Яна, ставя последний выше. Со временем оценки изменились, появились характеристики «Жестокого века» как «шедевра».
«Жестокий век» стал наиболее известным произведением Калашникова. Во многом под его влиянием были написаны исторический роман Алексея Гатапова «Тэмуджин», поэма Сергея Сындуева «Люди длинной воли».